# Резничек, Фердинанд фон

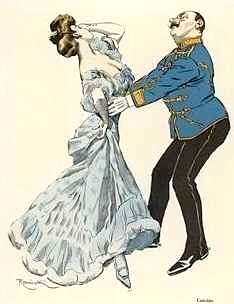
Танцоры чардаша (из журнала «Simplicissmus», 1906

Барон Фердинанд фон Резничек (нем. Ferdinand von Rezniček; 16 июня 1868, Зифринг под Веной — 11 мая 1909, Мюнхен) — австрийский художник-карикатурист чешского происхождения. Сын генерала Йозефа фон Резничека, возведённого в баронское достоинство в 1860 г., и единокровный брат композитора Эмиля фон Резничека.

## Биография
Вслед за своим отцом Фердинанд фон Резничек начал с военной карьеры и поступил офицером в кавалерию, но уже к 20-летнему возрасту отказался от этой перспективы и стал самостоятельно учиться живописи. Затем он поступил в Мюнхенскую Академию изящных искусств, где его наставником был Пауль Хёккер. С 1896 г., с момента открытия сатирического журнала «Simplicissimus», фон Резничек стал его постоянным сотрудником; он также публиковал свои рисунки в других юмористических и сатирических изданиях. Лучшие рисунки фон Резничека были собраны в отдельно изданных альбомах «Галантный мир» (нем. «Galante Welt», 1902), «Танец» (нем. «Der Tanz», 1906), «Она» (нем. «Sie», 1907), «С глазу на глаз» (нем. «Unter vier Augen», 1908), «Влюблённые» (нем. «Verliebte Leute», 1909).